# Hiroshi Saeki
Hiroshi Saeki (jap. 佐伯 博司, Saeki Hiroshi; * 26. Mai 1936 in der Präfektur Hiroshima; † 2010) war ein japanischer Fußballspieler.

## Nationalmannschaft
1958 debütierte Saeki für die japanische Fußballnationalmannschaft. Saeki bestritt vier Länderspiele.